# Alberto V d'Este

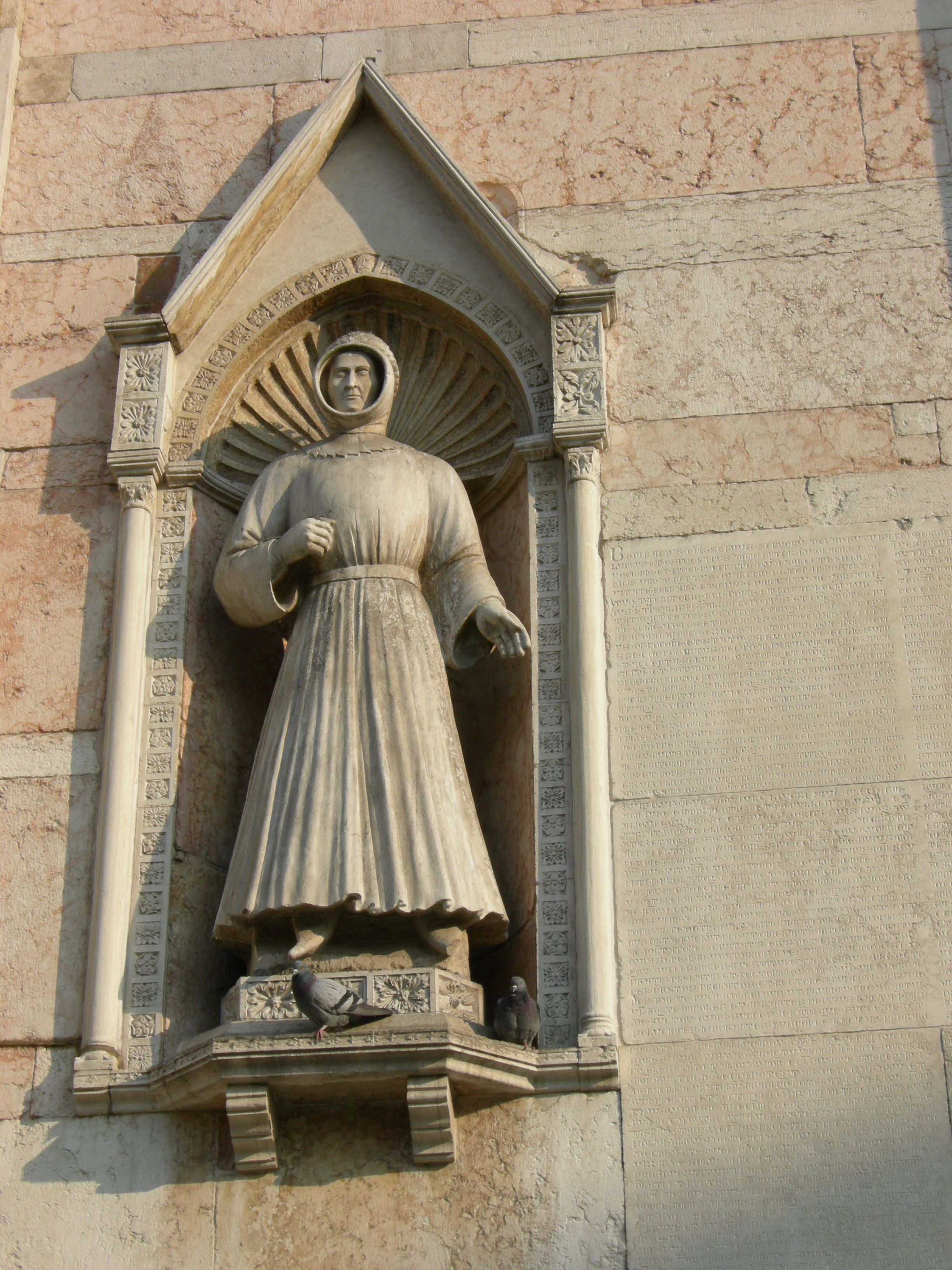
Statua di Alberto V d'Este posta sulla facciata della cattedrale di Ferrara

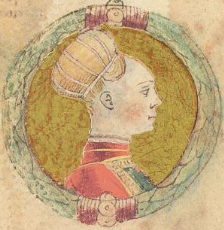
Giovanna de' Roberti

Alberto V d'Este (Ferrara, 27 febbraio 1347 – Ferrara, 30 luglio 1393) fu signore di Ferrara e di Modena.

## Biografia
Figlio di Obizzo III d'Este e di Lippa Ariosti, venne legittimato, assieme ai suoi nove fratelli, con una Bolla pontificia. Fu a fianco del fratello Niccolò II sino dal 1361 nel governo della città di Ferrara, e alla morte di questi, avvenuta nel 1388, divenne il solo signore di Ferrara e di Modena.
Ebbe un carattere diverso dal fratello, e fu profondamente religioso. Appena solo al potere dovette difendersi dalla congiura di Obizzo IV, figlio di Aldobrandino III, che intendeva deporlo. Fronteggiata con successo la ribellione fece decapitare lo stesso Obizzo, la madre di lui Beatrice da Camino e numerosi altri rivoltosi.
Nell'ambito dell'alleanza con Gian Galeazzo Visconti e nella guerra contro i bolognesi, assediò e distrusse con un piccolo esercito la Torre di Santo Stefano di Molinella nel 1390.
Nel febbraio 1391 si recò a Roma come penitente ed alla guida di un corteo di circa 300 cavalieri, accolto da Papa Bonifacio IX. Qui fu ricevuto con tutti gli onori e ottenne quattro importanti risultati dal punto di vista politico e di prestigio per Ferrara:
- ebbe l'autorizzazione pontificia a fondare l'Università degli Studi di Ferrara,[4] che poté godere degli stessi privilegi delle università di Bologna e di Parigi;
- il figlio Niccolò fu legittimato come suo successore con atto papale;[1]
- vennero condonati tutti i debiti degli Este nei confronti della Chiesa;[1]
- la sua casata ottenne la riconferma del vicariato su Ferrara.[1]

Al suo ritorno gli fu concesso l'onore, da parte dei concittadini estensi, di vedersi effigiato in una statua in veste da pellegrino che fu posta sulla facciata del duomo, dove è ancora visibile.
Alla sua morte gli successe il figlio legittimato Niccolò III d'Este.

## Discendenza
L'8 settembre 1388 sposò in prime nozze Giovanna de' Roberti, figlia del suo ciambellano, il cavalier Cabrino de' Roberti di Reggio Emilia, dalla quale non ebbe discendenza; in seconde nozze, nel 1393, Isotta Albaresani, già madre di suo figlio, Niccolò III.

## Ascendenza
|                        |                   |                          | Genitori                |  |  | Nonni |  |  | Bisnonni         |  |  | Trisnonni        |  |
|                        |                   |                          |                         |  |  |       |  |  | Obizzo II d'Este |  |  | Rinaldo I d'Este |  |
|                        |                   |                          |                         |  |  |       |  |  | Obizzo II d'Este |  |  | Rinaldo I d'Este |  |
|                        |                   | …                        |                         |  |  |       |  |  | Obizzo II d'Este |  |  |                  |  |
| Aldobrandino II d'Este |                   |                          |                         |  |  |       |  |  | Obizzo II d'Este |  |  |                  |  |
|                        |                   | Giacomina Fieschi        | Nicolò Fieschi          |  |  |       |  |  |                  |  |  |                  |  |
|                        |                   | Giacomina Fieschi        | Nicolò Fieschi          |  |  |       |  |  |                  |  |  |                  |  |
|                        |                   | Giacomina Fieschi        | Leonora                 |  |  |       |  |  |                  |  |  |                  |  |
| Obizzo III d'Este      |                   | Giacomina Fieschi        |                         |  |  |       |  |  |                  |  |  |                  |  |
|                        |                   | Tobia Rangoni            | Guglielmo Rangoni       |  |  |       |  |  |                  |  |  |                  |  |
|                        |                   | Tobia Rangoni            | Guglielmo Rangoni       |  |  |       |  |  |                  |  |  |                  |  |
|                        |                   | Tobia Rangoni            | …                       |  |  |       |  |  |                  |  |  |                  |  |
| Alda Rangoni           |                   | Tobia Rangoni            |                         |  |  |       |  |  |                  |  |  |                  |  |
|                        |                   | Caracosa Lupi di Soragna | Ugolino Lupi di Soragna |  |  |       |  |  |                  |  |  |                  |  |
|                        |                   | Caracosa Lupi di Soragna | Ugolino Lupi di Soragna |  |  |       |  |  |                  |  |  |                  |  |
|                        |                   | Caracosa Lupi di Soragna | …                       |  |  |       |  |  |                  |  |  |                  |  |
| Alberto V d'Este       |                   | Caracosa Lupi di Soragna |                         |  |  |       |  |  |                  |  |  |                  |  |
|                        | Bonifazio Ariosto | …                        |                         |  |  |       |  |  |                  |  |  |                  |  |
|                        | Bonifazio Ariosto | …                        |                         |  |  |       |  |  |                  |  |  |                  |  |
|                        | Bonifazio Ariosto | …                        |                         |  |  |       |  |  |                  |  |  |                  |  |
| Jacopo Ariosto         | Bonifazio Ariosto |                          |                         |  |  |       |  |  |                  |  |  |                  |  |
|                        |                   | ...                      | …                       |  |  |       |  |  |                  |  |  |                  |  |
|                        |                   | ...                      | …                       |  |  |       |  |  |                  |  |  |                  |  |
|                        |                   | ...                      | …                       |  |  |       |  |  |                  |  |  |                  |  |
| Lippa Ariosti          |                   | ...                      |                         |  |  |       |  |  |                  |  |  |                  |  |
|                        |                   | ...                      | …                       |  |  |       |  |  |                  |  |  |                  |  |
|                        |                   | ...                      | …                       |  |  |       |  |  |                  |  |  |                  |  |
|                        |                   | ...                      | …                       |  |  |       |  |  |                  |  |  |                  |  |
| ...                    |                   | ...                      |                         |  |  |       |  |  |                  |  |  |                  |  |
|                        |                   | …                        | …                       |  |  |       |  |  |                  |  |  |                  |  |
|                        |                   | …                        | …                       |  |  |       |  |  |                  |  |  |                  |  |
|                        |                   | …                        | …                       |  |  |       |  |  |                  |  |  |                  |  |
|                        |                   | …                        |                         |  |  |       |  |  |                  |  |  |                  |  |